# DM i futsal 2010 (mænd)
Danmarksmesterskabet i futsal for mænd 2010 var det tredje DM i futsal for mænd arrangeret af Dansk Boldspil-Union. Mesterskabet blev vundet af Boldklubberne Glostrup Albertslund, som dermed vandt mesterskabet for tredje gang i træk, eftersom BGA's moderklub Albertslund IF havde vundet de to foregående titler.

## Kampe og resultater

### Format
DBU's lokalunioner afviklede kvalifikationsturneringer, hvorfra 12 hold gik videre til Ligaen Øst (6 hold) og Ligaen Vest (6 hold). KBU leverede to hold og SBU/LFBU leverede fire hold til Ligaen Øst, mens FBU leverede to hold og JBU leverede fire hold til Ligaen Vest. I hver liga spillede de seks hold en enkeltturnering om to ledige pladser ved DM-finalestævnet, hvor i alt fire hold spillede om DM-titlen.

### Ligaen Øst
Ligaen Øst havde deltagelse af seks hold, der spillede om to pladser i DM-finalestævnet.
| Dato  | Tid   | Kamp                              | Res.   |
| ----- | ----- | --------------------------------- | ------ |
| 16.1. | 13:00 | Karlslunde IF - Nørrebro BK       | 3-8    |
| 16.1. | 17:00 | BGA - Sport Italia                | 3-3    |
| 16.1. | 18:00 | Grønne Stjerne IF - BSV           | 4-2    |
| 24.1. | 15:00 | Sport Italia - Grønne Stjerne IF  | 14-10  |
| 24.1. | 16:00 | Nørrebro BK – BGA                 | 0-4    |
| 30.1. | 13:00 | Karlslunde IF – Grønne Stjerne IF | 4-4    |
| 30.1. | 17:00 | BGA – BSV                         | 11-10  |
| 31.1. | 20:00 | Nørrebro BK – Sport Italia        | 4-6    |
| 1.2.  | 20:00 | BSV – Karlslunde IF               | 5-2    |
| 3.2.  | 20:00 | Grønne Stjerne IF – Nørrebro BK   | 1-6    |
| 6.2.  | 13:00 | Karlslunde IF – BGA               | 0-8    |
| 6.2.  | 15:00 | Sport Italia – BSV                | 11-00  |
| 11.2. | 19:30 | BSV – Nørrebro BK                 | 2-4    |
| 13.2. | 13:00 | Sport Italia – Karlslunde IF      | 6-1    |
| 13.2. | 16:00 | BGA – Grønne Stjerne IF           | [0]3-0 |

| Ligaen Øst              | Kampe | Mål   | Point |
| ----------------------- | ----- | ----- | ----- |
| Sport Italia            | 5     | 40-09 | 13    |
| BK Glostrup Albertslund | 5     | 29-04 | 13    |
| Nørrebro BK             | 5     | 22-16 | 9     |
| Grønne Stjerne IF       | 5     | 10-29 | 4     |
| BK Søllerød-Vedbæk      | 5     | 10-32 | 3     |
| Karlslunde IF           | 5     | 10-31 | 1     |

### Ligaen Vest
Ligaen Vest havde deltagelse af seks hold, der spillede om to pladser i DM-finalestævnet.
| Dato  | Tid   | Kamp                         | Res.   |
| ----- | ----- | ---------------------------- | ------ |
| 15.1. | 20:00 | Aarup BK - Horne fS          | 4-2    |
| 16.1. | 12:00 | Gandrup SK - Bramdrupdam GIF | 4-4    |
| 16.1. | 13:00 | Egen UI - IF Skjold          | 5-4    |
| 24.1. | 13:00 | IF Skjold - Aarup BK         | 7-3    |
| 24.1. | 15:00 | Bramdrupdam GIF - Egen UI    | 1-5    |
| 24.1. | 17:00 | Horne fS - Gandrup SK        | [0]3-0 |
| 29.1. | 20:00 | Aarup BK – Egen UI           | 3-3    |
| 30.1. | 17:00 | Horne fS – Bramdrupdam GIF   | 1-8    |
| 31.1. | 11:00 | Gandrup SK – IF Skjold       | 4-5    |
| 5.2.  | 18:15 | Egen UI – Horne fS           | 10-10  |
| 5.2.  | 20:00 | Aarup BK – Gandrup SK        | 8-4    |
| 7.2.  | 15:00 | Bramdrupdam GIF – IF Skjold  | 3-5    |
| 14.2. | 12:00 | Gandrup SK – Egen UI         | 2-6    |
| 14.2. | 13:00 | IF Skjold – Horne fS         | [0]3-0 |
| 14.2. | 15:00 | Bramdrupdam GIF – Aarup BK   | 19-40  |

| Ligaen Vest     | Kampe | Mål   | Point |
| --------------- | ----- | ----- | ----- |
| Egen UI         | 5     | 29-11 | 13    |
| IF Skjold       | 5     | 24-15 | 12    |
| Bramdrupdam GIF | 5     | 35-19 | 7     |
| Aarup BK        | 5     | 22-35 | 7     |
| Horne fS        | 5     | 07-25 | 3     |
| Gandrup SK      | 5     | 14-26 | 1     |

### Finalestævne
Finalestævnet med deltagelse af to hold fra Ligaen Øst og to hold fra Ligaen Vest blev afviklet i Bramdrupdamhallerne i Kolding den 28. februar 2010.
| Dato        | Tid   | Kamp                     | Res. |
| ----------- | ----- | ------------------------ | ---- |
| Semifinaler |       |                          |      |
| 28.2.       | 12:30 | Egen UI - BGA            | 3-4  |
| 28.2.       | 13:30 | Sport Italia - IF Skjold | 2-4  |
| Bronzekamp  |       |                          |      |
| 28.2.       | 15:00 | Egen UI - Sport Italia   | 3-4  |
| Finale      |       |                          |      |
| 28.2.       | 16:00 | IF Skjold - BGA          | 2-5  |

| Samlet rangering | Samlet rangering |
| ---------------- | ---------------- |
| Guld             | BGA              |
| Sølv             | IF Skjold        |
| Bronze           | Sport Italia     |
| 4.               | Egen UI          |